# えいごであそぼ with Orton
『えいごであそぼ with Orton』（えいごであそぼ ウィズ オートン）は、2017年 （平成29年）4月3日から2023年（令和5年）4月1日まで、NHK Eテレで放送されていた、幼児 - 小学校低学年向けの英語教育番組。1990年（平成2年）4月2日から2017年（平成29年）3月31日まで、27年間の長きにわたって放送されていた「えいごであそぼ」の後継番組にあたる。

## 概要
大きなクジラの背中にある町「オートンタウン」を舞台として、大人や子供たちがアルファベットを読む時の「音」で遊び、英語に親しむという内容。実験・コント・アニメーションなどを通して、英語の発音を学んでいく。
当初は、2015年12月23日（天皇誕生日）に「えいごのオートン♪」として放送。その後、2016年9月22日（秋分の日）にパイロット版が放送され、2017年度よりレギュラー番組に昇格した。出演者は前身番組から総入れ替えされ、2017年4月時点においての番組表の上でも新番組（前身番組とは別の番組）扱いとしている。
データ放送も実施しており、番組の最後には、青・赤・緑の3つのクジラの中からお題の単語を言ったクジラを当てるクイズがある。リモコンの3色ボタンを押して当てるというもの。クイズに正解すると5ポイント獲得、不正解でも1ポイントもらえる。決まったポイントを貯めると背景のデザインが変わる。クイズは当初から2019年度までは不正解の単語は明かされなかったが、2020年度より不正解の単語についてもテロップで表記されるようになった。

## 放送時間の変遷
| 期間       | 期間       | 放送時間（JST）       | 放送時間（JST）       | 放送時間（JST）       | 放送時間（JST）       | 放送時間（JST）       |
| 期間       | 期間       | 朝                    | 朝                    | 朝                    | 夕方                  | 夕方                  |
| 期間       | 期間       | 月 - 水               | 木・金                | 土                    | 月・火                | 水 - 金               |
| ---------- | ---------- | --------------------- | --------------------- | --------------------- | --------------------- | --------------------- |
| 2017.04.03 | 2021.03.26 | 06:45 - 06:55（10分） | 06:45 - 06:55（10分） | （放送なし）          | 17:10 - 17:20（10分） | 17:10 - 17:20（10分） |
| 2021.03.29 | 2022.04.02 | （放送なし）          | 08:25 - 08:35（10分） | 06:45 - 06:55（10分） | 17:10 - 17:20（10分） | 17:10 - 17:20（10分） |
| 2022.04.06 | 2023.04.01 | （放送なし）          | 08:25 - 08:35（10分） | 06:50 - 07:00（10分） | （放送なし）          | 16:30 - 16:40（10分） |

## 出演者・キャラクター

### レギュラー出演
Dr. JASON（ジェイソン博士）
演 - 厚切りジェイソン
オートンタウンの森の中で暮らす蝶ネクタイをした謎の博士。一人称は「僕」。
様々な言葉を話す人達がコミュニケーションをとれるよう、英語の音を上手く出せるマシンを日々開発している。
好きな食べ物はチーズオムレツ。
NICK（ニック）
演 - ニコラス・ノートン
ジェイソン博士の助手。
AKIRA（アキラ）
演 - 笹本旭
2021年度から出演する子供。怖がりな一面がある。スタジオの衣装は2021年度と2022年度で異なる。
NAOMI（ナオミ）
演 - 奈緒美クレール
2021年度から出演する子供。英語が得意。スタジオの衣装は2021年度と2022年度で異なる。
MARY（メアリ）
演 - アレン明亜莉クレア
2021年度から出演する子供。イタズラ好き。スタジオの衣装は2021年度と2022年度で異なる。
あおやん
声 - ティ・カトウ（旧芸名：加藤貴博）
関西弁で話す青い鳥のキャラクター。四角いメガネをかけている。英語の発音が苦手。ピーチーとは仲のいい関係である。一人称は「わい」。
番組開始当初はCGキャラ。2019年度からはパペットで出演している。
2023年度からの「えいごであそぼ Meets the World」にも出演している。
PEACHY（ピーチー）
声 - チャド・マレーン
ピンク色の鳥のキャラクター。英語の発音にこだわっており、あおやんが間違った発音をするとすぐに叱るが根は優しく、仲が良い。一人称は「私」。2021年4月の放送では、データ放送のクイズにも参加したこともあった。
番組開始当初はCGキャラ。2019年度からはパペットで出演している。
2023年度からの「えいごであそぼ Meets the World」にも出演している。
VINAY（ヴィナイ）
演 - ヴィナイ・マーシー
2021年度から出演。探検家の装いをしている。双眼鏡を持っている。口癖は「Very Interesting!」。
2022年度から正式にクレジットされた。
AIMII（アイミー）
声 - 不明
2022年度に出演。パインの缶詰に入っている謎の生き物。Orton Townの海岸でVINAYに発見された。当初は「I’m me!」としか喋らなかった。

### コーナー出演
ORTON（オートン）
声 - エリック・ケルソー
世界中を回遊するシロクジラ。背中の上にオートンタウンがある。
声を担当するエリック・ケルソーは各コーナーのナレーションも担当している。
GOOD JOB MAN（グッジョブマン）
演 - Q-TARO
2019年度から番組の途中で登場し、ダンスを踊る。2019年度はジェイソン博士と一緒に踊り、ジェイソン博士の踊りが下手だと評価していた。2020年度からはジェイソン博士の研究所でダンスを踊るが、ジェイソン博士に見つかり慌てて出て行く流れとなっている。
tt brothers
演 - チョコレートプラネット（長田庄平・松尾駿）
2020年度から「Strike a Pose」のコーナーに出演。2021年度からはアイキャッチにも登場する。ただし2020年度はEPG上やスタッフロールなどにクレジットがされていなかった。
古舘寛治
「That’s Life」のコーナーに出演。殆ど言葉を発しない無口の人。眼鏡をかけている。何気ない音や声で音楽のリズムに変わる。

### 過去の出演者
YUUKI（ゆうき）
演 - 山口祐輝
2017年度に出演した子供。英語を話せない子供。博士が開発した実験道具で英語の音に挑戦してきた。物語開始の前日に引っ越してきた。きらりの兄。
2018年度以降はレギュラーを離れたが、金曜日のロケコーナーにゲスト出演することがあった。
AIRU（あいる）
演 - 岡田藍琉
パイロット版と2017年度に出演した子供。英語を話せない子供。博士が開発した実験道具で英語の音に挑戦してきた。もとからオートンタウンの住人である。
2018年度以降はレギュラーを離れたが、金曜日のロケコーナーにゲスト出演することがあった。
KIRARI（きらり）
演 - 村山輝星
2017年度から2020年度まで出演した子供。2017年度の物語開始の前日に引っ越してきた、ゆうきの妹。一人称は「私」または「きらり」。博士が開発した実験道具で英語の音に挑戦する。好きな色は黄色。
スタジオの衣装は各年度で異なる。
2021年度以降はレギュラーを離れたが、最終回の直前にゲスト出演した。
HAKUTO（はくと）
演 - 山田羽久利
2018年度から2020年度まで出演した子供。一人称は「僕」。ジェイソン博士が書いたチラシを見て実験室にやってきた。博士が開発した実験道具で英語の音に挑戦する。好きな色はピンク。電車が大好き。
スタジオの衣装は各年度で異なる。
2021年度以降はレギュラーを離れたが、最終回の直前にゲスト出演した。
SAKURA（さくら）
演 - 三雲咲空
2018年度から2020年度まで出演した子供。ジェイソン博士が書いたチラシを見て実験室にやってきた。博士が開発した実験道具で英語の音に挑戦する。好きな色はライトブルー。
スタジオの衣装は各年度で異なる。
2021年度以降はレギュラーを離れたが、最終回の直前にゲスト出演した。
AYAKA（アヤカ）
演 - アヤカ・ウィルソン
2018年度から出演した、ジェイソン博士の助手。
2020年度の後半からスタジオ収録に参加しなくなり、2021年度のHPにはクレジットされていたが、出演はしていなかった。2022年度はクレジットからも外れた。
りえ先生
演 - 田中理恵
2017年度の「オートンタウン体操クラブ」の講師。博士の実験で登場した動きをエクササイズに取り入れ、毎週オリジナルの体操を披露する。2018年度以降は出演しなくなった。
Karlee（カーリー）
演 - カーリー・レイ・オパール
日本が大好きな不思議な少女。しょっちゅうオートンタウンを抜け出し、視聴者の町へ遊びに行く。
KEITH（キース）
演 - Keith Middleton
楽器を使わずに体で音を出すボディーパーカッションで、1週間で出てきた英語の発音が含まれる単語を並べて歌にする。
SOFIA（ソフィア）
演 - SOFIA
歌の大好きな少女。2019年度・2020年度に出演。

#### パイロット版の出演者
KAY（けい）
演 - 森脇恵
オートンタウンの住人。
英語を話せない子供。博士が開発した実験道具で英語の音に挑戦する。
ROMEO（ロミオ）
演 - トーマス・ロミオ
オートンタウンの住人。
父親がアメリカ人・母親が日本人のハーフだが、英語を話せない子供。
AIRU（あいる）
演 - 岡田藍琉
オートンタウンの住人。
英語を話せない子供。博士が開発した実験道具で英語の音に挑戦する。
前述の通り、2017年度からのレギュラー版も継続して出演していた。
りえ先生
演 - 田中理恵
日本体育大学教授の荒木達雄監修のオリジナル体操をオートンタウンの子供たちと一緒に披露する。
前述の通り、2017年度からのレギュラー版も継続して出演していた。

## 音楽
楽曲制作は基本的にATTIC INC.に所属もしくは提携しているアーティストが担当している。また、前身番組に出演していたエリック・ジェイコブセンが制作・歌唱を担当した楽曲も存在する。

### 主題歌
2017年度 - 2019年度：「ORTON THE WHALE」
作詞・作曲・編曲：THE SOUND ROOM
2020年度 - 2022年度：「LIVING IN ORTON TOWN」
作詞：Eric Jacobsen / 作曲：麻吉文 / 歌：SOFIA（2020-2021）、NAOMI（2022）
元々は2019年11月のマンスリーソングであるが、編曲が異なる。2021年度からは出演者が変更されたため、クリップの撮り直しが行われている。2022年度は歌がSOFIAからNAOMIに変わり、編曲も変更されている。

### マンスリーソング
すべての曲にフルバージョン（約2分）とショートバージョン（約1分35秒）が存在する。
2017年4月：「HELLO WORLD」
作詞：KOTO / 作曲・編曲：飯田具延 / 歌：ジェイソン博士、あいる、きらり、ゆうき、りえ先生、カーリー、あおやん、ピーチー、オートン
2017年5月：「PAJAMA ROCK」
作詞：フローレンス・マクネア / 作曲・編曲：THE SOUND ROOM / 歌：POPCORN / アニメーション：コットンズ、山田裕吉
2017年6月：「DRIP DROP」
作詞：Frogs On A Log / 作曲・編曲：麻吉文 / 歌：Kate Beck / アニメーション：すぎもとようへい
2017年7月：「LOVE THE SUMMER」
作詞：Jon Underdown / 作曲・編曲：ノダマサユキ / 歌：Gabe McNair / イラスト：タカセマサヒロ / アニメーション：今岡絹子
2017年9月：「SO BEAUTIFUL」
作詞：Jon Underdown / 作曲・編曲：ノダマサユキ / 歌：Olivia Burrell、POPCORN
2017年10月：「MONSTER MAN」
作詞・作曲・編曲：Tom Fox / 歌：POPCORN、Monster Man / イラスト：コットンズ / アニメーション：すぎもとようへい
2017年11月：「A FRIEND LIKE YOU」
作詞・作曲・編曲・歌：Eric Jacobsen / アニメーション：胡華（スリー・ディ）
2017年12月：「SANTA'S MAGIC SHOP」
作詞：Frogs On A Log / 作曲・編曲：Maika Loubté / 歌：Aimee Blackschleger / アニメーション：スタジオビンゴ
2018年1月：「NEW YEAR, NEW ME」
作詞・作曲・編曲：THE SOUND ROOM / 歌：Steven McNair / イラスト：モチヲ / アニメーション：高野光太郎
2018年2月：「STEW PARTY」
作詞：Anna Vieste / 作曲・編曲：麻吉文 / 歌：Florence McNair / イラスト：たちもとみちこ / アニメーション：高野光太郎
2018年4月：「TELL ME EVERYTHING」
作詞：Aimee Blackschleger / 作曲・編曲：ノダマサユキ / 歌：POPCORN / 出演：きらり、はくと、さくら
2018年5月：「LET'S GO!」
作詞・作曲・編曲：THE SOUND ROOM / 歌：Marshall Smith / 貼り絵：チャンキー松本
2018年6月：「FOLLOW MY DREAMS」
作詞：Aimee Blackschleger / 作曲・編曲：タカキリュウタ / 歌：Asa Tsuji / アニメーション：ミスミヨシコ
2018年7月：「SOUNDS OF SUMMER」
作詞・作曲・編曲：THE SOUND ROOM / 歌：Marshall Smith / 絵：チャンキー松本
2018年9月：「THE BEAT」
作詞：Eric Jacobsen / 作曲・編曲：麻吉文 / 歌：Sofia
2018年10月：「HEY GHOSTS!」
作詞：THE SOUND ROOM / 作曲・編曲：飯田具延 / 歌：Olivia Burrell / イラスト：モチヲ / アニメーション：高野光太郎
2018年11月：「FUN TOGETHER」
作詞：THE SOUND ROOM / 作曲・編曲：ノダマサユキ / 歌：Jon Underdown / イラスト・アニメーション：田中諒子
2018年12月：「CHRISTMAS FANTASY」
編詩・編曲：Eric Jacobsen / 歌：THE ORTON CHOIR
2019年1月：「HELLO, EVERYBODY!」
作詞・作曲・編曲：THE SOUND ROOM / 歌：きらり / イラスト：むろまいこ / アニメーション：井原秀雄
2019年2月：「DRAGON AND ME」
作詞：Kate Beck / 作編曲：ノダマサユキ / 歌：Kate Beck
2019年4月：「SPRING IS HERE!」
作詞：Kate Beck / 作編曲：飯田具延 / 歌：Keri Prather / イラスト：モチヲ / アニメーション：高野光太郎
2019年5月：「OPEN THE BOOK」
作詞：THE SOUND ROOM / 作編曲：伊藤豊 / 歌：Walter / イラスト：北田正太郎 / アニメーション：すぎもとようへい
2019年6月：「WATER'S JOURNEY」
作詞：Kate Beck / 作編曲：ノダマサユキ / 歌：Maya Dale / イラスト：Sankaku
2019年7月：「HERO INSIDE」
作詞：Jon Underdown / 作編曲：飯田具延 / 歌：Jon Underdown
2019年9月：「GREAT ADVENTURE」
作詞：Jon Underdown / 作編曲：ノダマサユキ / 歌：Imani Jessica Dawson / イラスト: 奈村叡祐 / アニメーション：ホッチカズヒロ、安喰秀一
2019年10月：「HALLOWEEN ONDO」
作詞：KOTO / 作編曲：海田明里 / 歌：Dario Toda / 絵：チャンキー松本 / アニメーション：高野光太郎
2019年11月：「LIVING IN ORTON TOWN」
作詞：Eric Jacobsen / 作編曲：麻吉文 / 歌：Julianne Spicer / イラスト：モチヲ / アニメーション：すぎもとようへい
2019年12月：「WE ARE THE SNOWMEN」
作編曲・作詞：THE SOUND ROOM / 歌：Sofia and Gabe McNair / アニメーション：AkinoFukuji
2020年1月：「MONKEY GORILLA」
作詞：KOTO、ノダマサユキ / 作編曲：飯田具延、ノダマサユキ / 歌：Shayna Magnuson、Martin Leroux / アニメーション：スリー・ディ
2020年2月：「AMANDA THE PANDA」
作詞：Eric Jacobsen / 作編曲：麻吉文 / 歌：Hakuto、Eric Jacobsen / イラスト：むろまいこ / アニメーション：高野光太郎
2020年4月：「AROUND THE WORLD」
作詞：Francesca Nelson / 作曲・編曲：ノダマサユキ / 歌：Joelle / アニメーション：ホッチカズヒロ
2020年5月：「RUB A DUB DUB」
作詞：THE SOUND ROOM / 作曲・編曲：ノダマサユキ / 歌：Dario Toda / イラスト：熊谷ちひろ / アニメーション：すぎもとようへい
2020年6月：「ICE CREAM!」
作詞・作曲：Aimee Blackschleger / 編曲：タカキリュウタ / 歌：Gabe NcNair / イラスト：チャンキー松本 / アニメーション：高野光太郎
2020年7月：「ISLAND」
作詞：麻吉文 / 作曲・編曲 THE SOUND ROOM / 歌：Caroldiane / アニメーション：Sankaku / イラスト：IshibeNoriko
2020年9月：「STARLIGHT★STARLIGHT」
作詞：Kate Beck / 作曲・編曲：ノダマサユキ / 歌：Kate Beck
2020年10月：「SUPERHERO CARS」
作詞：Masa Rider / 作曲・編曲：飯田具延 / 歌：Bodhi Kenyon / こうさく：チャンキー松本
2020年11月：「MONKEY FLAMINGO」
作詞：THE SOUND ROOM / 作曲・編曲：ノダマサユキ / 歌：Jon Underdown / 振付：ASUKA Yazawa / イラスト：熊谷ちひろ / アニメーション：すぎもとようへい
2020年12月：「SANTA GO GO!」
作詞・作編曲：THE SOUND ROOM / 歌：Jon Underdown / アニメーション：成島真衣
2021年1月：「THE NINJA WAY」
作詞：Masa Rider / 作編曲：海田明里 / 歌：SAKURA、NINEZERO / イラスト：むろまいこ / アニメーション：高野光太郎
2021年2月：「THANK YOU」
作詞：Jon Underdown / 作編曲：飯田具延 / 歌：Caitlin Kelly、Jovette Rivera / イラスト：熊谷ちひろ / アニメーション：すぎもとようへい
2021年4月：「TRAINS ON THE TRACK」
作詞・作編曲：THE SOUND ROOM / 歌：Anya Floris / こうさく：チャンキー松本 /  アニメーション：高野光太郎
2021年5月：「YUMMY YUM」
作詞：Masa Rider / 作編曲：谷岡久美 / 歌：Jeffrey Trambley / アニメーション：松村麻郁
2021年6月：「I AM NOT A PRINCESS」
作詞：Kate Beck / 作曲：ノダマサユキ /  歌：Asa Tsuji / イラスト：熊谷ちひろ / アニメーション：すぎもとようへい
2021年7月：「IN MY SUBMARINE」
作詞・作編曲：THE SOUND ROOM / 歌：Chris Levens、Joelle / イラスト：ありま三なこ / アニメーション：高野光太郎
2021年9月：「TREE, TREE」
作詞・作曲・歌：Masa Rider / 作編曲：飯田具延 / イラスト：ICHASU / アニメーション：岡本皓司
2021年10月：「MONSTER HALLOWEEN PARTY」
作詞曲・編曲・歌：Keith Munslow / イラスト：熊谷ちひろ / アニメーション：すぎもとようへい
2021年11月：「DINOSAUR ROCK」
作詞曲・歌：Kristen Watts / 作編曲：飯田具延 / こうさく：チャンキー松本 / アニメーション：高野光太郎
2021年12月：「CHRISTMAS REINDEER」
作詞曲：Keith Munslow / 作編曲：麻吉文 / 歌：Carole Chiaki Nobuka / イラスト：WADAYURIE / アニメーション：安喰秀一
2022年1月：「I HAD A BAD DAY」
作詞：Kristen Watts / 作編曲：原口知之 / 歌：奈緒美クレール / イラスト：熊谷ちひろ / アニメーション：すぎもとようへい
2022年2月：「MY NEW FRIEND」
作詞：Masa Rider / 作編曲：飯田具延 / 歌：Jon Underdown / イラスト：ありま三なこ / アニメーション：高野光太郎
2022年4月：「ANIMALS AT THE ZOO」
作詞：Anya Floris / 作編曲：ノダマサユキ / 歌：Caitlin Kelly / イラスト：渋谷みなみ / アニメーション：安喰秀一
2022年5月：「LITTLE BUGS」
作詞・作編曲：Keith Munslow / 歌：Dario Toda / こうさく：チャンキー松本 / アニメーション：高野光太郎
2022年6月：「PINK」
作詞：Kristen Watts / 作編曲：原口知之 / 歌：Akira、MARY、Asa Tsuji / 振付：ASUKA Yazawa / イラスト：北田正太郎 / アニメーション：すぎもとようへい
2022年7月：「BIRTHDAY SONG」
作詞：Masa Rider / 作編曲：飯田具延 / 歌：Sofia / アニメーション：奥田昌輝
2022年9月：「ROBOT PARADISE」
作詞：Keith Munslow / 作編曲：ノダマサユキ / 歌：Carole Chiaki Nobuka / こうさく・え：チャンキー松本 / アニメーション：高野光太郎
2022年10月：「MONSTER LAND」
作詞：Masa Rider / 作編曲：谷岡久美 / 歌：Endigo / イラスト：UMNES / アニメーション：すぎもとようへい＆UMNES
2022年11月：「MY BREAKFAST」
作詞：Masa Rider / 作詞：Masa Rider、原口知之 / 歌：Florence McNair / アニメーション：松村麻郁
2022年12月：「ANIMAL OF THE YEARS」
作詞：Yuko Florence Yunokawa / 作編曲：飯田具延、ノダマサユキ /  歌：Dario Toda / 絵：チャンキー松本 / アニメーション：高野光太郎
2023年1月：「I'M ME」
作詞・作編曲：THE SOUND ROOM / 歌：LINA / イラスト：モチヲ / アニメーション：すぎもとようへい
2023年2月：「COSMIC JOURNEY」
作詞：THE SOUND ROOM / 作編曲：原口知之 / 歌：Jon Underdown / アニメーション：デコボーカル
2023年3月：「DREAM A DREAM」
作詞：KOTO / 作曲・編曲：飯田具延 / 歌：ジェイソン博士、ナオミ、アキラ、メアリ、ニック、あおやん、ピーチー、アイミー、オートン、THE ORTON TOWN BAND

## 関連商品

### CD
- NHKえいごであそぼ with Orton 2017-2018 ベスト（2018年4月4日発売、発売元：avex trax、規格品番：AVCD-93860）
- NHKえいごであそぼ with Orton 2018-2019 ベスト（2019年3月20日発売、発売元：ポニーキャニオン、規格品番：PCCG-1764）
- NHKえいごであそぼ with Orton 2019-2020 ベスト（2020年3月18日発売、発売元：ポニーキャニオン、規格品番：PCCG-1885）
- NHKえいごであそぼ with Orton 2020-2021 ベスト（2021年3月17日発売、発売元：ポニーキャニオン、規格品番：PCCG-1982）
- NHKえいごであそぼ with Orton 2021-2022 ベスト（2022年3月16日発売、発売元：ポニーキャニオン、規格品番：PCCG-2127）
- NHKえいごであそぼ with Orton 2022-2023 ベスト（2023年3月15日発売、発売元：ポニーキャニオン、規格品番：PCCG-2232）

## スタッフ
- 総合指導 - 佐藤久美子[3]
- 英語監修 - トム・スレモンス（2017年度） → ケルシー・ヘンダーソン（2018年度 - ）イザベル・コスクユエラ (2022年度)
- 脚本 - 山田正、日暮美佐、チャド・マレーン（2019年度 - ）
- キャラクターデザイン・アートディレクション - モチヲ[3]
- 人形操作 - がこさく、中山正子、関彩耶
- 人形製作 - スタジオ・ノーヴァ
- 実験監修 - 荒井隆行（上智大学理工学部情報理工学科教授）
- 体操監修 - 荒木達雄（2017年度）
- 音楽 - 飯田具延、THE SOUND ROOM
- 音楽ディレクター - ノダマサユキ
- 音楽制作 - ATTIC INC.
- 制作 - NHKエデュケーショナル